# The Demon's Forge
 (octobre 2011).
Si vous disposez d'ouvrages ou d'articles de référence ou si vous connaissez des sites web de qualité traitant du thème abordé ici, merci de compléter l'article en donnant les références utiles à sa vérifiabilité et en les liant à la section « Notes et références ».
The Demon's Forge est un jeu vidéo de rôle sorti sur Apple II, conçu et développé par Brian Fargo (qui l'a conçu sous le nom Saber Software) et paru en 1981. 

## Description et système de jeu
Pour avoir tué les gardes de palais, le roi bannit le joueur aux cavernes des forges du Démon. Le joueur doit fuir en survivant aux obstacles. Il s'agit d'un jeu textuel.

## Équipe de développement
- Conception et programmation : Brian Fargo